# Liste von Persönlichkeiten aus Melano
Diese Liste enthält in Melano geborene Persönlichkeiten und solche, die in Melano ihren Wirkungskreis hatten, ohne dort geboren zu sein. Die Liste erhebt keinen Anspruch auf Vollständigkeit.

## Persönlichkeiten
(Sortierung nach Geburtsjahr)

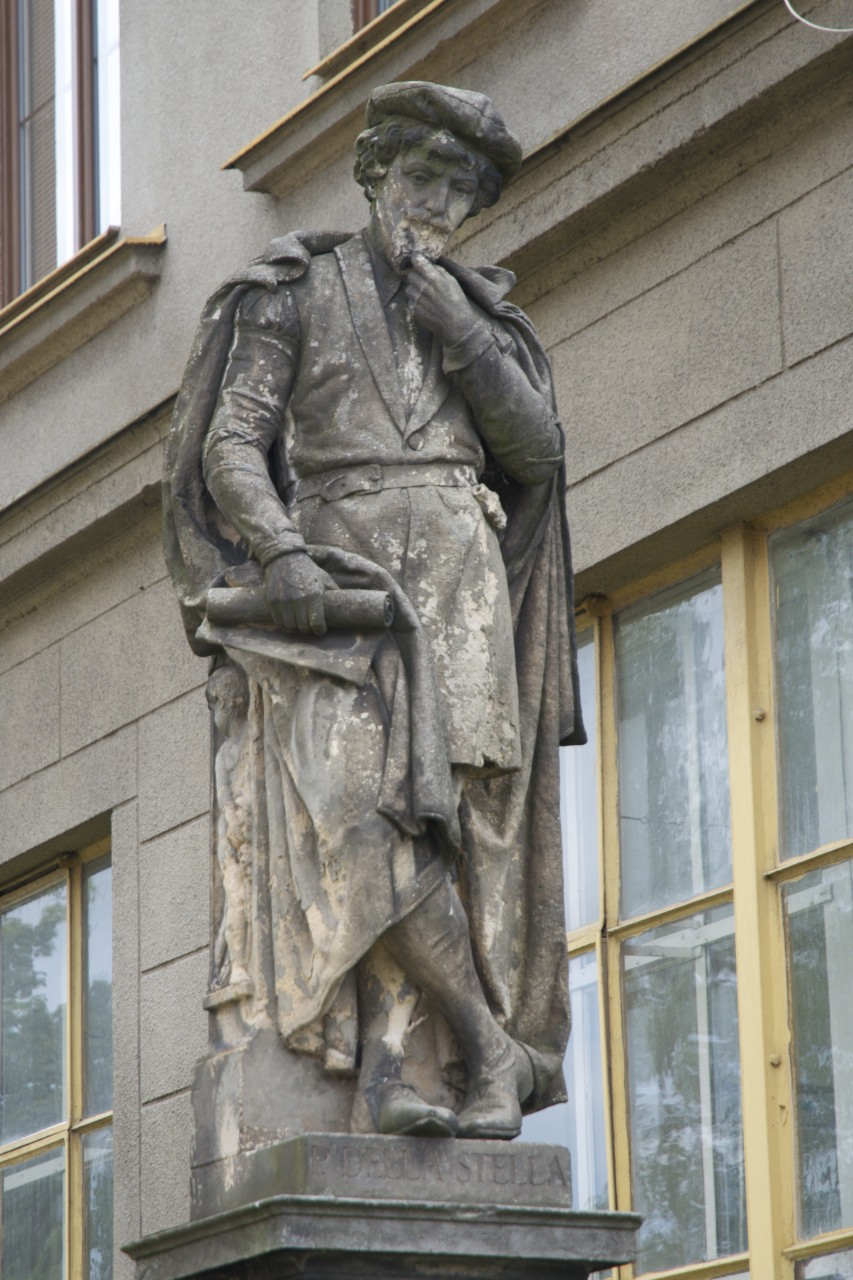
Paolo della Stella. Skulptur

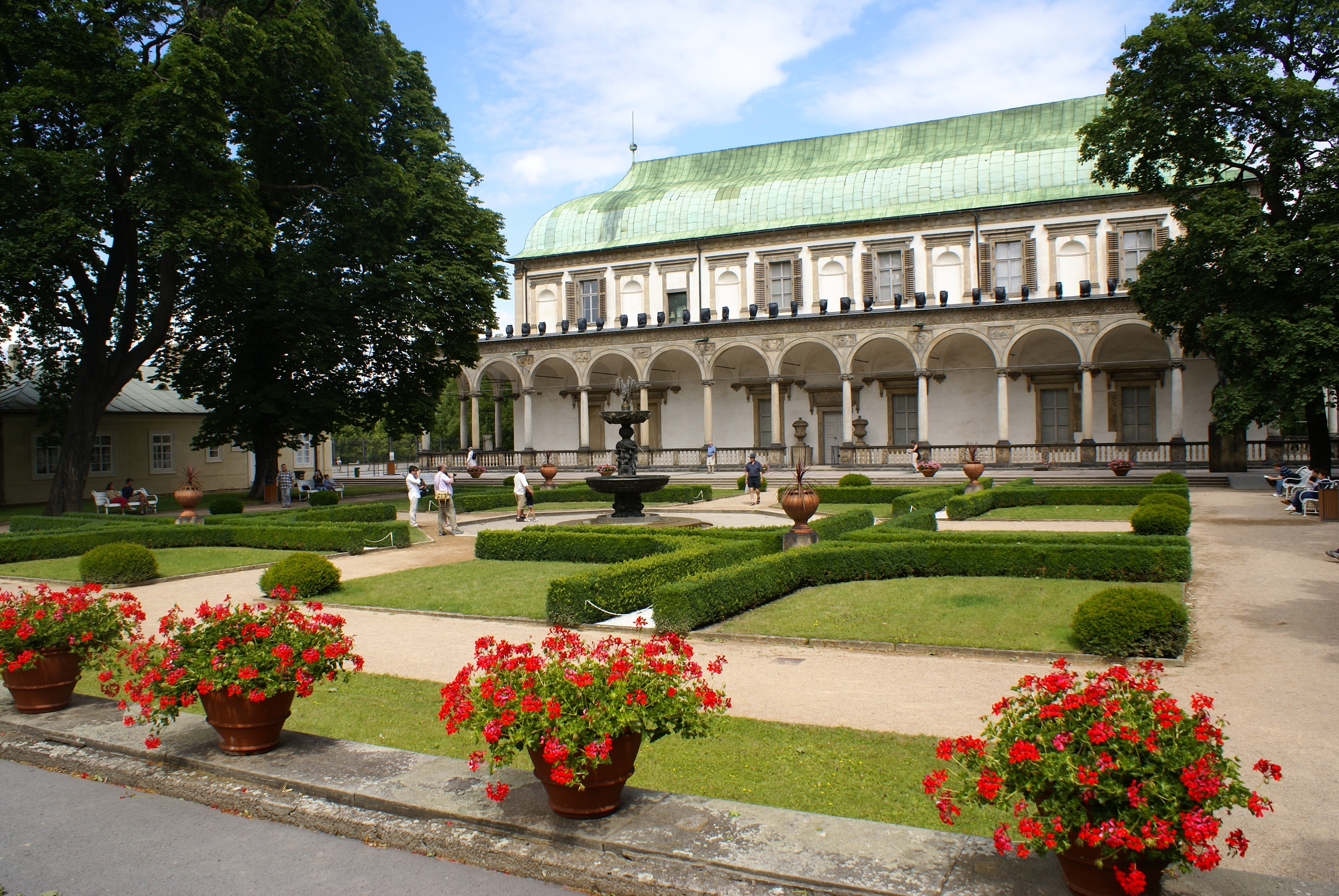
Paolo della Stella: Das Belvedere der Königin Anna, Prag

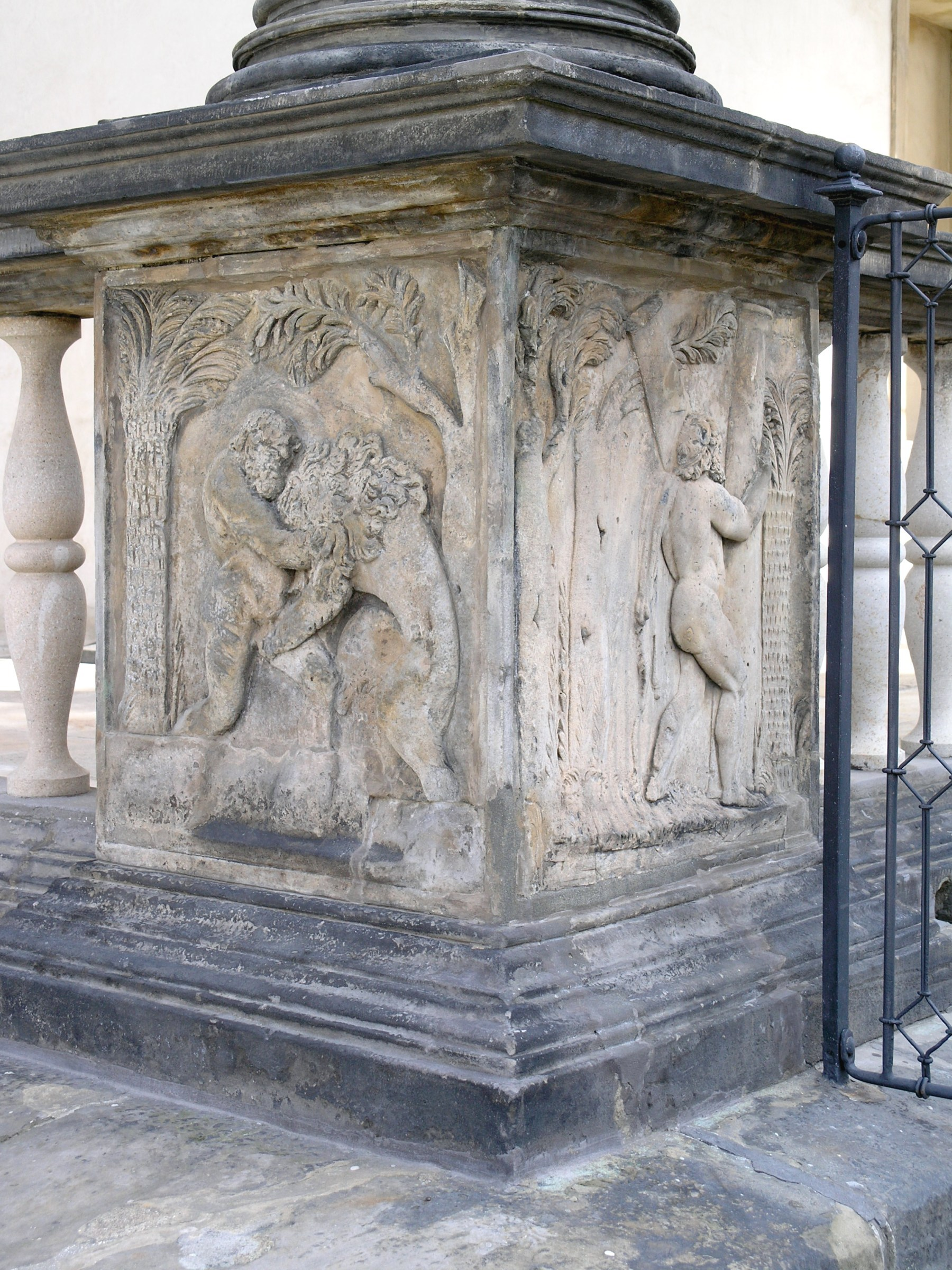
Paolo della Stella: Reliefs am Belvedere, Prag

- Lafranco (* um 1205 in Melano; † nach 1254 in Como), Priester, Erzpriester von Riva San Vitale[1]
- Egidio de Melano (* um 1215 in Melano; † nach 1264 in Como), Priester, Professor der Theologie; Probst der Kirche San Fedele in Como[2]
- Antonio Melana (* um 1550 in Melano; † nach 1589 ebenda), Maler und Stuckateur tätig am Schloss Kurzweil, am Schloss Telč und in Schloss Jindřichův Hradec (Böhmen)[3]

- Künstlerfamilie Stella. [4]
  - Paolo della Stella (1500–1552), Bildhauer und Architekt in Prag.
  - Giovanni Maria Stella (* um 1505 in Melano; † nach 1538 in Tschechien ?), Bildhauer. Bruder des Paolo. Arbeitet mit seinem Bruder im  (Schloss Moritzburg (Sachsen) in Sachsen, Residenzschloss Dresden) und in Tschechien.[5]
  - Giovanni Battista Stella (* um 1550 in Melano; † nach 1591 ebenda), Maler und Vergolder, von 1591 an erwähnt, er malte 1591 das Gemälde von der Mutter Gottes mit dem Rosenkranz in der Kirche von Mandello del Lario. Von ihm stammt auch ein Gemälde in der Kirche Madonna del Castelletto oberhalb Melano.[4]
  - Cristoforo Stella (* um 1550 in Melano; † 1596 in Eger (Ungarn)), Militäringenieur in Ungarn, wo er Befestigungsanlagen zum Schutz vor den Türkeneinfällen baute.[6]
  - Giovanni Maria Stella (* um 1570 in Melano; † nach 1608 ebenda), Maler, er arbeitete 1600 und 1608 in Lugano.[4]
  - Giovanni Stella (* um 1620 in Melano; † nach 1665 in Warschau ?), Architekt. In einer Urkunde des Königs Johann II. Kasimir vom 7. März 1665 wird er als guter Architekt bezeichnet und erhält Privilegien im ganzen Reich. Erwähnt wird er beim Bau der Heilige Kreuz-Kirche in Warschau.[7][4][8]

- Künstlerfamilie Canavesi. 
  - Gerolamo Canavesi (* um 1515 in Melano; † 1582 in Krakau), Bildhauer und Steinmetz. Seit 1550 in Krakau tätig. Er schuf Grabdenkmäler für die polnische Königsfamilie[9][10]
  - Carlo Canavesi genannt lo Spadino (* um 1620 in Melano; † nach 1650 in Mailand ?), Holzbildhauer.[11]
  - Cesare Antonio Canavese (1672–1739), schweiz-italienischer Bildhauer und Stuckateur in Wien

- Familie Fogliardi. 
  - Giovanni Battista Fogliardi (1791–1861), Rechtsanwalt, Unternehmer, Tessiner Grossrat und Tessiner Staatsrat
  - Augusto Fogliardi (1818–1890), Schweizer Politiker, Oberst der Schweizer Armee

- Giuseppe Cantone (* um 1665 in Melano; † 1718 in Brescia ?), Bildhauer, Architekt[12]
- Carlo Vincenzo Giuseppe Borsa (* 5. Juni 1796 in Capolago; † 28. September 1871 in Maroggia), Sohn des Giuseppe und Lucrezia Amadio aus Pazzallo, Unternehmer, Politiker, Tessiner Grossrat wohnte in Melano, Pächter der kant. Zölle und Weggelder[13][14][15].
- Alessandro Repetti (* 13. November 1822 in Genua; † 18. Juni 1890 in Rom), ab 1849 von Melano, Mitarbeiter und Besitzer der Tipografia elvetica in Capolago, Major[16]
- Mario Ribola (* 7. April 1908 in Lugano; † 8. Mai 1948 ebenda) (Bürgerort Melano), Maler[17][18]
- Eliane Gervasoni (* 11. November 1958 in Basel) (Bürgerort Melano), Videoart, Zeichnerin, Fotografin, Kupferstecherin[19]